# Knott (bergstopp)
Knott är en bergstopp i Storbritannien.   Den ligger i grevskapet Cumbria och riksdelen England, i den centrala delen av landet, 400 km nordväst om huvudstaden London. Toppen på Knott är 710 meter över havet, eller 240 meter över den omgivande terrängen. Bredden vid basen är 4,5 km.
Terrängen runt Knott är huvudsakligen kuperad.Runt Knott är det ganska glesbefolkat, med 24 invånare per kvadratkilometer. Närmaste större samhälle är Keswick, 10,1 km söder om Knott. Trakten runt Knott består i huvudsak av gräsmarker.